# Stephanie Parker
Stephanie Parker (29 de marzo de 1987 – 18 de abril de 2009) fue una actriz británica, conocido por su papel de Stacey Weaver en la serie de televisión de la BBC Wales' Belonging, desde los quince años. Apareció en otras series como Casualty, Doc Martin y otros dramas de BBC Radio 4.
Praker fue descubierta muerte ahorcada cercade Pontypridd a las seis de la mañana del 18 de abril de 2009. Todo indica que se trataba de un suicidio.